# ゆめのあと諸本
『ゆめのあと』は、江戸時代の諸本。　徳川宗春の事跡や徳川宗春治下の尾張・名古屋について記した『ゆめのあと』と総称される一群の書物。別の表題『三廓細見記』を持つ。

## 概要
当時の名古屋の繁盛ぶりを述べている。内容からは開放政策をとり、尾張・名古屋の繁栄を呼び込んだ宗春の事跡等を正しく、積極的に後世に伝えようとしており、尾張・名古屋の人々の徳川宗春に寄せる思いがよく分かる。現在徳川宗春の時代を伝える記録はこの諸本だけである。著者、成立年代や写し手などは全く不明。

### 諸本
四種類に分類される。
宗春の事跡を中心に、当時の名古屋城下の生活・風俗・芸能記録などを編年体で記したもの。
- 『本広遊女濃安都』『遊女濃安都』『遊女濃阿都』『遊女能安斗』『今昔繁栄譚』『鶴廼毛衣』『名古屋錦』

『享元秘説』『前宗春公御一代記』『夢能後』『由免之蹟』など。
本町筋と三廓(西小路・富士見原・町遊廓)を中心に、名古屋案内を随筆体で記したもの。『三廓細見記』はこの系統に属し、特に芸能記録に詳しい。
- 『ゆめのあと』『貴賤夢の跡』『享保夢廼跡・宝暦屋鋪附』『浪越細見古記』『遊里夢の跡』『夢之跡』

『夢路之跡』『昔語遊女能阿戸』『三廓細見記』など。
上記二種の混合体
- 『享保年簡集』『三廓夢乃跡』『夢の後附録享元録』『章善公異格』『逞公尾張宗春卿御事跡集録』など。

その他上記三種の一部を含む宗春時代の資料
- 『起廓盛衰記』『享保尾州上使留』など。